# Jean de Courtenay
Jean de Courtenay, comte de Devon (v. 1435 - 4 mai 1471) est un noble anglais ayant combattu pour la Maison de Lancastre lors de la guerre des Deux-Roses.

## Biographie
Jean de Courtenay est le troisième fils de Thomas de Courtenay, 13e comte de Devon, et de Marguerite Beaufort. Son père s'engage aux côtés de la Maison de Lancastre pendant la guerre des Deux-Roses, soutenant ainsi activement le roi Henri VI. Jean est fait chevalier par son frère Thomas Courtenay après la bataille de Wakefield en décembre 1460. À la mort de son frère aîné, décapité en mai 1461 après avoir été fait prisonnier lors de la bataille de Towton, il s'exile. On sait qu'il s'établit en France en 1465. En janvier 1469, son autre frère Henri, resté en Angleterre, est décapité sur ordre du yorkiste Édouard IV pour avoir participé à un complot visant à restaurer Henri VI. Jean est alors proclamé comte de Devon par les Lancastre en exil en France. 
Son titre lui est rendu de facto à la restauration d'Henri VI en octobre 1470. Après le débarquement d'Édouard IV, revenu reconquérir son trône en mars 1471, il quitte Londres avec Edmond Beaufort le 8 avril 1471 pour accueillir Marguerite d'Anjou, permettant à Édouard IV d'entrer dans la capitale le 11. Il lève avec Beaufort une armée dans le sud-ouest de l'Angleterre. Cette armée affronte celle d'Édouard IV à la bataille de Tewkesbury le 4 mai suivant, au cours de laquelle il commande l'aile gauche. Il est tué lors de la bataille. Il ne laisse pas de descendance.